# حجاب امتیاز علی
حجاب امتیاز علی (۱۹۰۸–۱۹۹۹) نویسنده، ویراستار و روزنامه‌نگار پاکستانی بود. او نامی شناخته شده در ادبیات اردو و از پیشگامان رمانتیسم در زبان اردو است. او همچنین به عنوان اولین خلبان مسلمان پس از دریافت گواهینامه خلبانی رسمی خود در سال ۱۹۳۶ از امتیازات او به حساب می‌آید.

## زندگی شخصی
حجاب در حیدرآباد هند و به سال ۱۹۰۸ میلادی به دنیا آمد. او از یک خانواده اشرافی از ایالت شاهزاده حیدرآباد دکن بود. نام او «حجاب» نامی با اهمیت در ادبیات اردو است. او نوشتن را از سنین کودکی شروع کرد. یکی از شناخته‌شده‌ترین آثار او «Meri Natamam Mohabbat» است که یکی از بهترین داستان‌های عاشقانه نوشته شده در ادبیات اردو محسوب می‌شود. او این داستان را در سن دوازده سالگی نوشته‌است.
در دهه ۱۹۳۰، حجاب با امتیاز علی تاج، نویسنده و روزنامه‌نگار مشهوری که برای بسیاری از فیلم‌ها، نمایش‌ها و کانال‌های رادیویی مطلب می‌نوشت، ازدواج کرد. او با امتیاز علی به لاهور نقل مکان کرد. حاصل ازدواج حجاب و امتیازعلی یک دختر به نام یاسمین طاهر است که در رادیو پاکستان صداپیشگی می‌کند. نوه‌های حجاب، فاران طاهر و علی طاهر از بازیگران پاکستانی هستند.

## حرفه

### خلبان
حجاب عاشق پرواز بود. او در باشگاه پرواز لاهور آموزش دید و همچنین در بسیاری از مسابقات برگزار شده توسط باشگاه هوانوردی شرکت کرد. حجاب در سال ۱۹۳۶ گواهینامه خلبانی خود را دریافت کرد. در سال ۱۹۳۹، اخبار زنان بین‌المللی در سال ۱۹۳۹ گزارش داد که حجاب امتیاز علی اولین زن مسلمان در امپراتوری بریتانیا بود که گواهینامه "A" را به عنوان خلبان هوایی دریافت کرد. سارلا تاکرال، اغلب به عنوان اولین خلبان هندی شناخته می‌شود، اما هر دو سارلا و حجاب در همان زمان مجوز گرفتند اما حجاب بود که اولین خلبان مسلمان شد.

### نویسنده
حجاب که بیش از ۶۰ سال سابقه نویسندگی دارد، به خاطر داستان‌های عاشقانه اش در ادبیات اردو شناخته شده‌است. داستان‌های او حول محور عاشقانه، زنان، طبیعت و روانشناسی می‌چرخد. نوشته‌های او اغلب با واقعیت مرتبط بود و حاوی تصاویر زیادی از زندگی بود. استفاده مکرر او از کلمات و ساخت منحصر به فرد جملات، در نوشته‌هایش برجسته است. داستان‌های حجاب از شخصیت‌های مشابه در داستان‌ها و سناریوهای مختلف استفاده می‌کرد. برخی از شخصیت‌های معروف و به یاد ماندنی رمان‌های او دکتر گار، سر هارلی، دده زبیده و حبشان زونش هستند.
حجاب در سنین پایین نویسنده شد. او اولین داستان کوتاه خود را در ۹ سالگی منتشر کرد. داستان او در مجله «تهذیب نیسوان» منتشر شد و مورد توجه خوانندگان قرار گرفت. داستان‌های او توسط دو مجله معروف آن دوره به نام‌های «تهذیب نیزوان» و «فول» منتشر می‌شد. او همچنین به عنوان سردبیر برای هر دو مجله کار می‌کرد. او چند مجموعه داستان کوتاه منتشر کرد و همچنین رمان معروف زنان کوچک لوئیزا می آلکات را به زبان اردو ترجمه کرد. خاطرات او در مجلات و برخی از آنها نیز به صورت کتاب منتشر می‌شدند. یکی از رمان‌های او، «در مقابل شمع» بر اساس تجربیات او در لاهور در طول جنگ هند و پاکستان در سال ۱۹۶۵ است. این نام به این دلیل است که حجاب در زمان خاموشی‌های جنگ دفتر خاطرات را با نور شمع می‌نوشت. تجربه او از جنگ همچنین الهام بخش او برای نوشتن رمان برنده جایزه پاگال خانا شد که آخرین رمان او نیز بود. او مطالعه روانشناس زیگموند فروید را مطالعه کرد که الهام بخش این رمان بود.

## مرگ
حجاب در ۱۹ مارس ۱۹۹۹ در خانه خود در شهر مدل لاهور درگذشت.

## آثار
برخی از آثار منتشر شده و معروف او عبارتند از
- زلیم محبت
- لیل و نیهار
- صنوبر که سائه
- پاگالخانه
- تصویر بوتان
- ووه بهارین یه خیزائیان
- آندهرا هوآب
- مری نطامم محبت